# آل مسلم

قبيلة آل مسلم ترجع بالنسب إلى آل حميد من بني خالد بن الوليد وقد انفصلت عن القبيلة الام وتوجهت إلى قطر وكان ذلك سنة 1530 تقريبا فحكمت شبة جزيرة قطر بداية الامر بتفويض من القبيلة الام آل حميد الا انهم وبعد فترة من استقرارهم أصبح لهم كيان مستقل الا انهم بقو محافظين على روابط القربى ببني عمومتهم من بني خالد وقد امتد حكمهم لشبه جزيرة قطر قرابة 400 سنة سطرو خلالها اروع البطولات فقد تصدى شجعان آل مسلم للانزال البرتغالي في شبة جزيرة قطر
وقد حدث هذا في معركة البدع.[بحاجة لمصدر]

## الهجوم الفارسي
وكذلك تصدى مغاوير آل مسلم للهجوم الفارسي وانزلو بالفرس خسائر جمة يشهد على ذلك أهل قطر ممن حضر اجدادهم تلك الوقعة

## العلاقة مع العتوب
واستمر حكم القبيلة إلى ان حضر إلى قطر العتوب وهم آل صباح وآل خليفة واستأذنوا حاكم قطر الأمير محمد آل مسلم ان ينزلو في جوارة فاقطعهم ارض في منطقة تسمى الزبارة الا انهم وبعد ان اشتد عودهم رفضو دفع الاتاوه واعلنو عن شق عصا الطاعة فما كان من أمير آل مسلم الا ان سير لهم جيش هدم حصونهم وطردهم من قطر فاستجار العتوب بابن عريعر فاسكنهم في قلعة تسمى الكويت وهي تصغير للكوت رغم معارضة آل مسلم لهذا الامر فقد ارسلو إلى ابن عريعر يبلغوه معارضتهم لهذا الا ان ابن عريعر ارد ان يستخدمهم كحراس للقوافل عنده وهذا موثق في تاريخ الكويت الحديث .

## العلاقة مع الدولة السعودية
وكذلك فقد تصدى آل مسلم لجيش إبراهيم بن عفيصان الذي ارسله الامام فيصل بن تركي لاحتلال قطر رغم تفوق جيش ابن عفيصان عليهم عدة وعددا الا ان احفاد ابن الوليد من آل مسلم رفضوا ان تحتل بلدهم حتى لو كان المحتل مسلم فتصدو لجيش ابن عفيصان ودارة معركة شرسة بين الجانبين كانت الغلبة فيها لابن عفيصان بسبب كثرة العدد والعتاد ورغم ذلك فقد سطر شجعان آل مسلم اروع البطولات في هذه المعركة والمعروفة في التاريخ بمعركة قطر
وبعد سقوط الدولة السعودية الأولى وانسحاب الحامية السعودية منها عاد آل مسلم وفرضو سيطرتهم على قطر حتى عام 1891 حيث بداء الخلاف بين أبناء القبيلة على الزعامة وانتهى الامر بالقتال بينهم مما جعل الشيخ قاسم بن محمد آل ثاني ينتهز الفرصة ويعقد اتفاقية الحماية مع الإنجليز والتي بموجبها أصبح حاكم على قطر بتعين من قبل الإنجليز